# 최성준 (1988년)
최성준(崔聖俊, 1988년 2월 19일 ~ )은 대한민국의 보디빌더이자 스포츠 트레이너, 대학 교수이다.

## 학력
- 2000년 능곡초등학교 졸업
- 2003년 능곡중학교 졸업
- 2006년 일산고등학교 졸업
- 2013년 가천대학교 사회체육학과 졸업
- 2017년 한국체육대학교 스포츠산업·경영학 석사 졸업

## 수상 경력

### 국제대회
- 2017년 머슬마니아 라스베이거스 월드챔피언십 클래식 피지크 그랑프리 세계챔피언
- 2016년 머슬마니아 라스베이거스 월드챔피언십 보디빌딩 그랑프리 세계챔피언
- 2016년 머슬마니아 싱가포르 아시아챔피언십 보디빌딩 헤비급 챔피언
- 2015년 머슬마니아 라스베이거스 월드챔피언십 보디빌딩 미들급 2위
- 2014년 머슬마니아 라스베이거스 월드챔피언십 보디빌딩 라이트급 4위 및 피지크 2위

### 국내대회
- 2015년 머슬마니아 코리아 세계대회 선발전 피지크 그랑프리 챔피언
- 2014년 머슬마니아 코리아 세계대회 선발전 보디빌딩 라이트급 챔피언 및 피지크 챔피언
- 2014년 월드바디클래식 보디빌딩 미들급 2위 및 피지크 챔피언
- 2013년 월드바디클래식 보디빌딩 라이트급 4위

## 출연작

### 방송
- SBS 《놀라운 대회 스타킹》 403회